# Динамо (футбольный клуб, Берлин)
БФК «Динамо» (Берлинский футбольный клуб «Динамо») (нем. BFC Dynamo (Berliner Fussballclub Dynamo)) — немецкий футбольный клуб из города Берлин. Основан 15 января 1966 года. Чемпион Оберлиги с 1979 по 1988 год.

## История

### Основание и патронаж Штази
Предшественник современного берлинского «Динамо» был основан в 1949 году как Sportgemeinde Deutsche Volkspolizei Berlin. В марте 1953 года эта команда заняла место SC Volkspolizei Potsdam в ГДР-Лиге, втором по силе дивизионе Восточной Германии. Потсдамская и берлинская команды были официально объединены и с 27 марта 1953 играли в составе спортивного общества «Динамо» (нем. Sportvereinigung Dynamo) под названием SG Dynamo Berlin. После 14-го результата в сезоне 1953/54 команда была отправлена в Бециркслигу Берлин (III дивизион). Клуб был снова переименован, будучи названным Sport Club Dynamo Berlin 1 октября 1954 года.
В конце 1954 членам команды «Динамо» (Дрезден), одной из лучших в Восточной Германии в то время, было приказано выехать в столицу, чтобы создать конкурентоспособную динамовскую команду в Берлине; дрезденский клуб решили превратить во вторую команду. Таким образом, созданная команда была назначена в ГДР-Лигу в 1957 году и, с ходу её выиграв, сразу же перешла в высшую лигу — Оберлигу ГДР. В конце 50-х и начале 60-х «Динамо» добилось заметных успехов: три подряд попадания в тройку призёров в чемпионате и победа в Кубке ГДР в 1959 году. Тем не менее в сезоне 1962/63 результаты команды снизились, а в 1967 году клуб покинул Оберлигу.
Клуб был реорганизован 15 января 1966 г., когда футбольные команды в ГДР было решено вывести из спортивных клубов. Команда получила название Berliner Fußballclub Dynamo (BFC Dynamo). «Динамо» быстро вернулось в элитный дивизион, отсутствовав там лишь один сезон. Клуб пользовался покровительством Эриха Мильке, руководителя восточногерманской тайной полиции — Штази.
Играя в Оберлиге, «Динамо» выиграло 10 чемпионатов подряд с 1979 по 1988.

### После объединения Германии
В 1990 году клуб был переименован в FC Berlin в попытке ребрендинга и дистанцирования от неприятного прошлого, но в 1999 году они вновь вернулись к названию BFC Dynamo. Правда, в отличие от старого названия — Berliner Fußballclub Dynamo, новое пишется в связи с новыми правилами правописания по-другому — Berliner Fussballclub Dynamo. Без своего мощного покровителя и брошенная большинством болельщиков, команда быстро скатилась до Регионаллиги (тогда третьего по силе дивизиона), а с сезона 2000/01 играет в Оберлиге. Команда обанкротилась в сезоне 2001/02, но попросила Немецкий футбольный союз разрешить ей выступать в чемпионате вне зачёта, не учитывая результаты в турнирной таблице — нередкая практика в подобных обстоятельствах. Это завершилось серией разгромных поражений.
Клуб оправился, выиграв Фербандслигу Берлин (до учреждения Третьей лиги — пятый по силе дивизион) в 2004 году и вернувшись в Оберлигу Север—Северо-Восток, где «Динамо» обосновалось в верхней части таблицы, четырежды попав в шестёрку лучших за последние пять лет.
По итогам сезона 2013/14 клуб поднялся в Регионаллигу.

## Болельщики
Исторически у команды сложились непростые отношения с берлинскими клубами «Герта», «Унион» и «Теннис-Боруссия» (это «Берлинское дерби»).

## Достижения
- Чемпион ГДР: 1979, 1980, 1981, 1982, 1983, 1984, 1985, 1986, 1987, 1988
- Обладатель Кубка ОСНП: 1959, 1988, 1989

## Фотогалерея

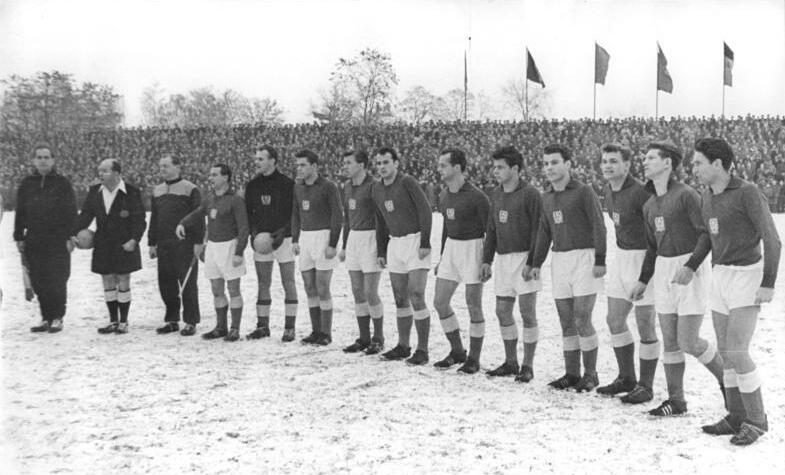
Команда в 1959 году
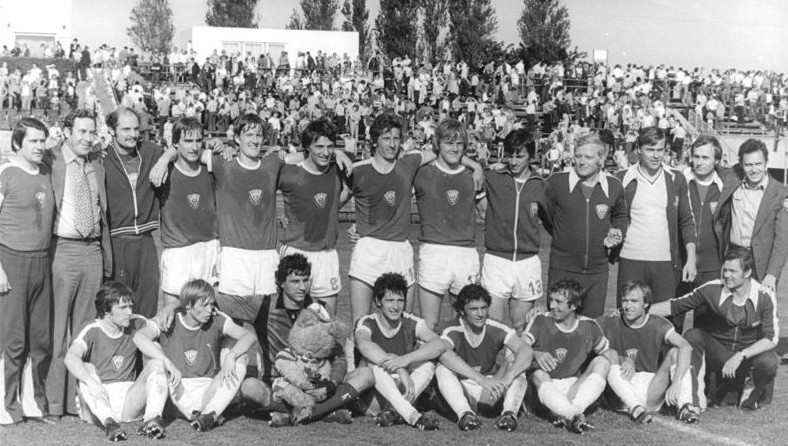
Чемпионы 1979 года
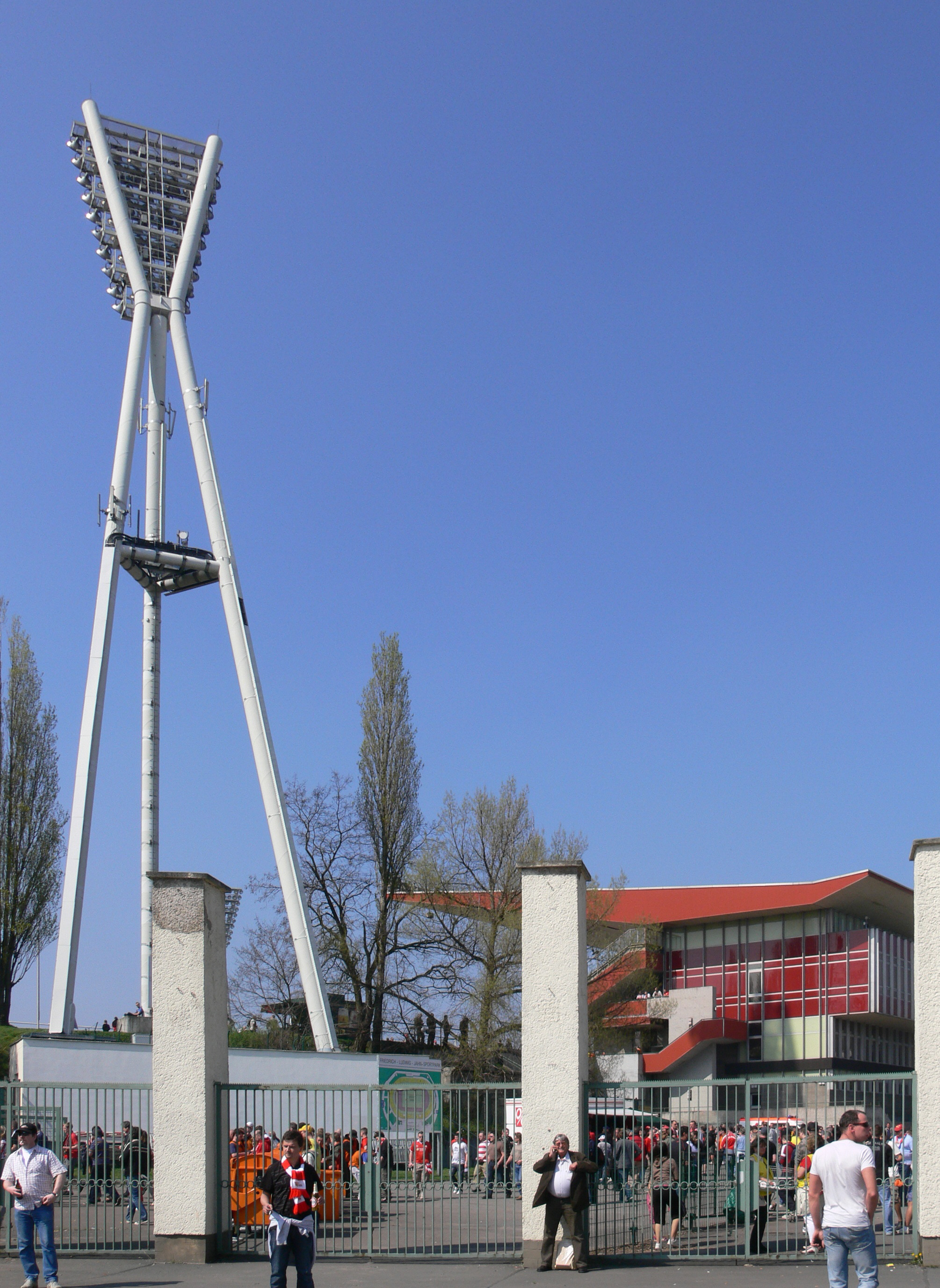
Вход на стадион
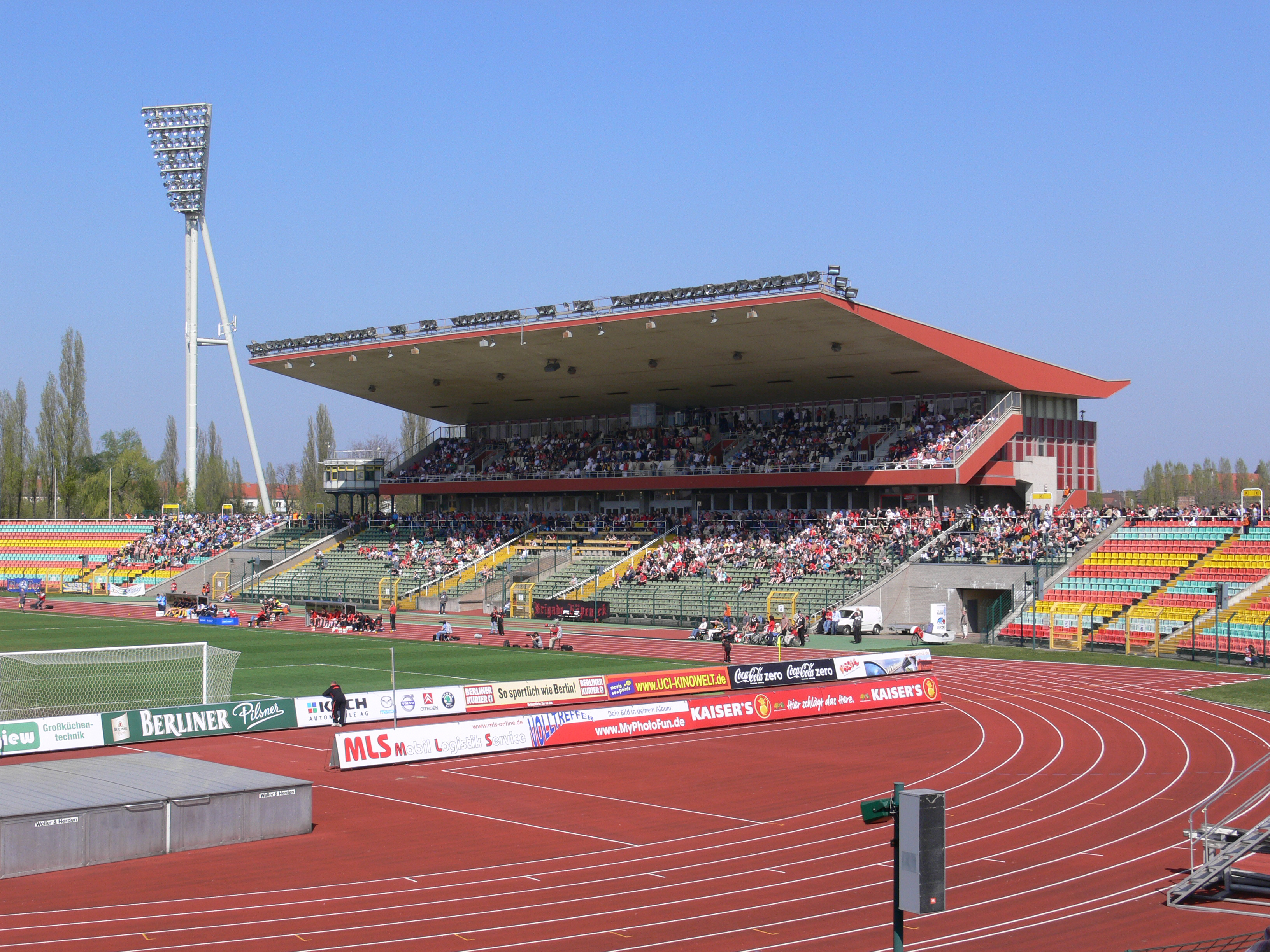
Трибуны стадиона
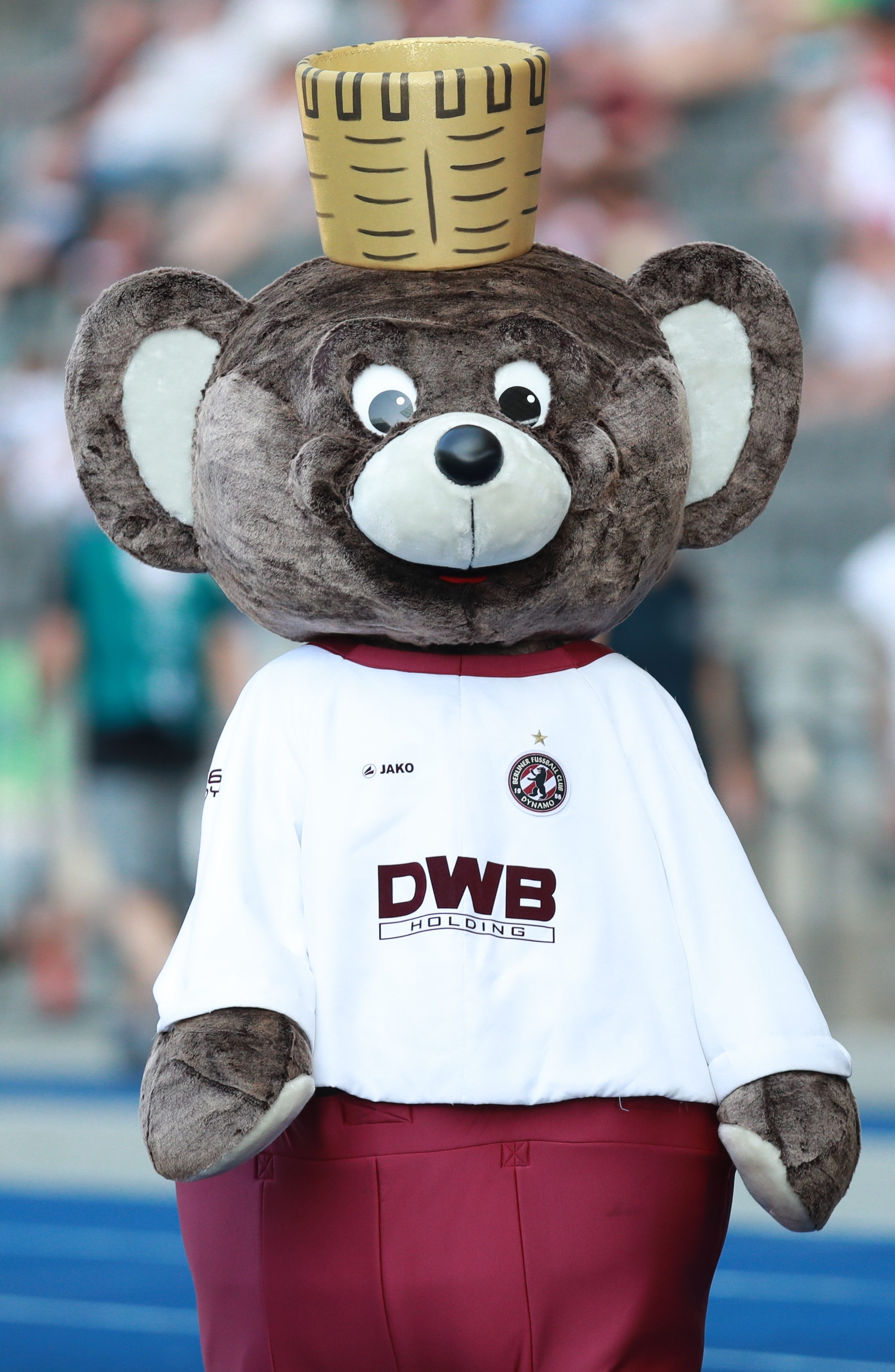
Талисман команды
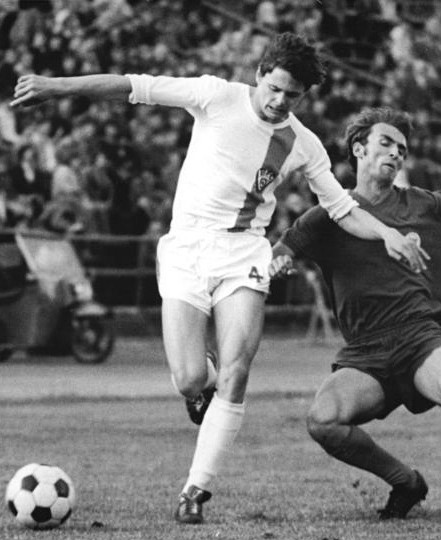
Лутц Айгендорф в составе «Динамо» (Берлин)
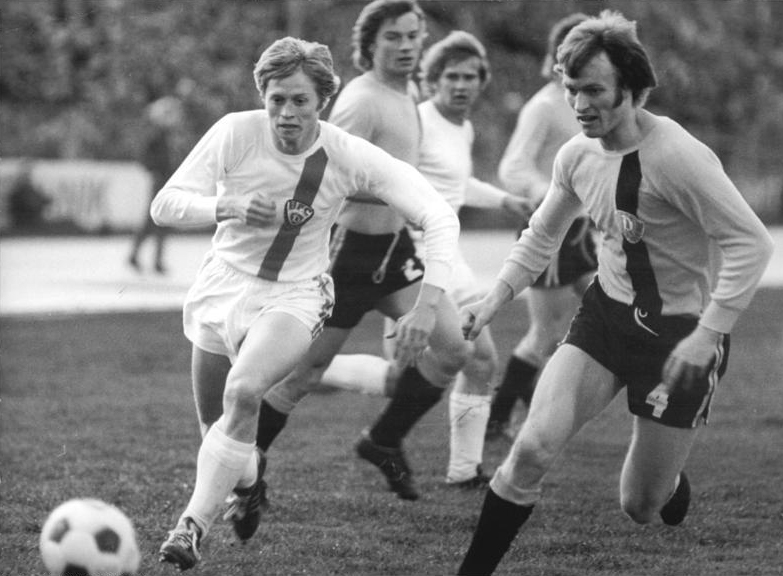
1975 год. «Динамо» (Берлин) — «Динамо» (Дрезден) 1:1